# Fairview (Missouri)
Fairview – miasto w Stanach Zjednoczonych, w stanie Missouri, w hrabstwie Newton.